# Nathan Söderbloms ungdomsfond i Trönö
Nathan Söderbloms ungdomsfond har till syfte i första hand att främja ungdomars utveckling och hembygdsvården i Trönö.
Fonden bildades 1999 av föreningen Söderblomspelet i Trönö.
Följande personer har under årens lopp tilldelats stipendiet:
- Kersti Stefansson, Söderala, år 2000
- Anna-Maja Persson, Trönö, år 2002
- Karin och Kristina Elfversson, Bergvik, år 2003
- Angelica Thelin, Trönö, år 2005
- Peter Mörlin, Norrala, år 2007
- Johannes Bergfeldt, Trönö år 2009.

Gåvor tas emot och kan sättas in på plusgiro 86 77 32 - 0 BANKGIRO: 5644-1678 
Information: Nathan Söderbloms ungdomsfond, Jan-Eric Berger, Box 96, 826 08 Trönödal.